# Metasoma

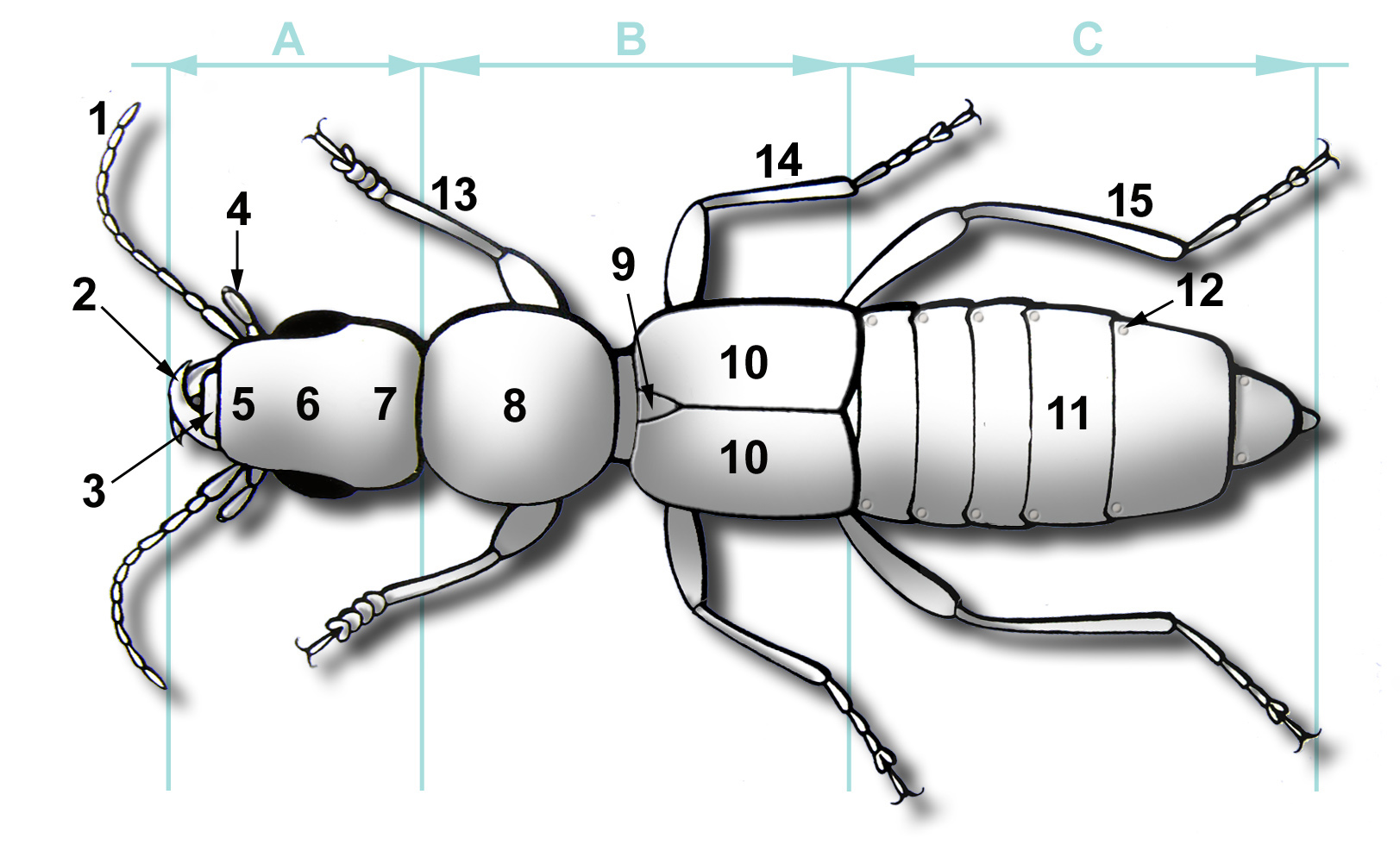
Schéma
- A hlava
- B hruď
- C zadeček

Metasoma je zadní část zadečku členovců.

## Metasoma štírů
U štírů se metasoma skládá z pěti článků a je zakončena telsonem. Nesprávně se nazývá ocásek. Skutečným ocáskem je telson (nesprávně jedový váček). Mezi telsonem a metasomou se nachází řitní otvor. Metasoma je velice pohyblivá, a to kvůli užití jedu umístěného v telsonu pro usmrcení kořisti nebo odstrašení nepřítele.